# Ивачково
Ивачко́во — деревня в Чеховском районе Московской области России, в составе муниципального образования сельское поселение Любучанское (до 29 ноября 2006 года входила в состав Любучанского сельского округа).

## Население
| 2002 | 2006 | 2010 |
| ---- | ---- | ---- |
| 36   | ↗46  | ↘29  |

## География
Ивачково расположено примерно в 20 км (по шоссе) на север от Чехова, на водоразделе рек Рожайка и Челвенка), высота центра деревни над уровнем моря — 188 м. На 2016 год в Ивачково зарегистрирована 10 улиц и 2 садовых товарищества.